# Tiro alla fune ai Giochi della III Olimpiade
Il tiro alla fune fu disputato ai Giochi della III Olimpiade. Vi parteciparono sei squadre provenienti da tre nazioni. Gli eventi si sono svolti a St. Louis all Francis Field dal 31 agosto 1904 al 1º settembre 1904.

## Medagliere
| Posizione | Paese         |   |   |   | Totale |
| --------- | ------------- | - | - | - | ------ |
| 1         | Stati Uniti   | 1 | 1 | 0 | 2      |
| 2         | Squadra mista | 0 | 0 | 1 | 1      |
| Totale    | Totale        | 1 | 1 | 1 | 3      |

## Partecipanti
| Squadre partecipanti                                                |                                                                |                                                                        |                                                                               |                                                                                  | |
| Milwaukee Athletic Club                                             | St. Louis Southwest Turnverein No. 1                           | St. Louis Southwest Turnverein No. 2                                   | New York Athletic Club                                                        | Squadra Boera                                                                    | Panellinios Gymnastikos Syllogos                                                                         |
| Pat Flanagan Sid Johnson Conrad Magnusson Oscar Olsen Henry Seiling | Max Braun Gus Rodenberg Chuck Rose William Seiling Orin Upshaw | Oscar Friede Charles Haberkorn Harry Jacobs Charles Thias Frank Kugler | Charles Chadwick Charles Dieges Lawrence Feuerbach Samuel Jones James Mitchel | Pieter Hillense Pieter Lombard Johannes Schutte Paulus Visser Christopher Walker | Dimitrios Dimitrakopoulos Nikolaos Georgantas Anastasios Georgopoulos Periklīs Kakousīs Vasilios Metalos |

## Risultati delle gare

### Primo turno
Il primo turno è ad eliminazione diretta.
| Data             | Squadra1                             | Squadra2                         | Punteggio                    |
| (31 agosto 1904) | Milwaukee Athletic Club              | Squadra Boera                    | Sconosciuto                  |
| (31 agosto 1904) | St. Louis Southwest Turnverein No. 1 | Panellinios Gymnastikos Syllogos | Sconosciuto                  |
| (31 agosto 1904) | New York Athletic Club               |                                  | Qualificato senza gareggiare |
| (31 agosto 1904) | St. Louis Southwest Turnverein No. 2 |                                  | Qualificato senza gareggiare |

### Semifinali
Le squadre eliminate in semifinale accedono alla semifinale 2º-3º posto.
| Data             | Squadra1                | Squadra2                             | Punteggio   |
| (31 agosto 1904) | Milwaukee Athletic Club | St. Louis Southwest Turnverein No. 1 | Sconosciuto |
| (31 agosto 1904) | New York Athletic Club  | St. Louis Southwest Turnverein No. 2 | Sconosciuto |

### Finale
Il vincitore vince la medaglia d'oro mentre lo sconfitto gioca contro il vincitore della sfida tra le squadre eliminate in semifinale nella finale 2º-3º posto.
| Data                | Squadra1                | Squadra2               | Punteggio   |
| (1º settembre 1904) | Milwaukee Athletic Club | New York Athletic Club | Sconosciuto |

### Semifinale 2º-3º posto
Il vincitore di questo match si qualifica alla finale 2º-3º posto.
| Data                | Squadra1                             | Squadra2                             | Punteggio   |
| (1º settembre 1904) | St. Louis Southwest Turnverein No. 1 | St. Louis Southwest Turnverein No. 2 | Sconosciuto |

### Finale 2º-3º posto
La squadra di New York non si presentò in campo e la medaglia d'argento venne vinta dal Saint Louis No. 1.
La medaglia di bronzo venne vinta dal Saint Louis No. 2.

## Galleria d'immagini

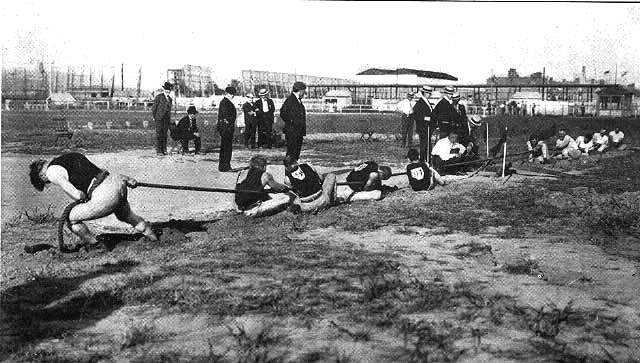
Una fase di una tirata.
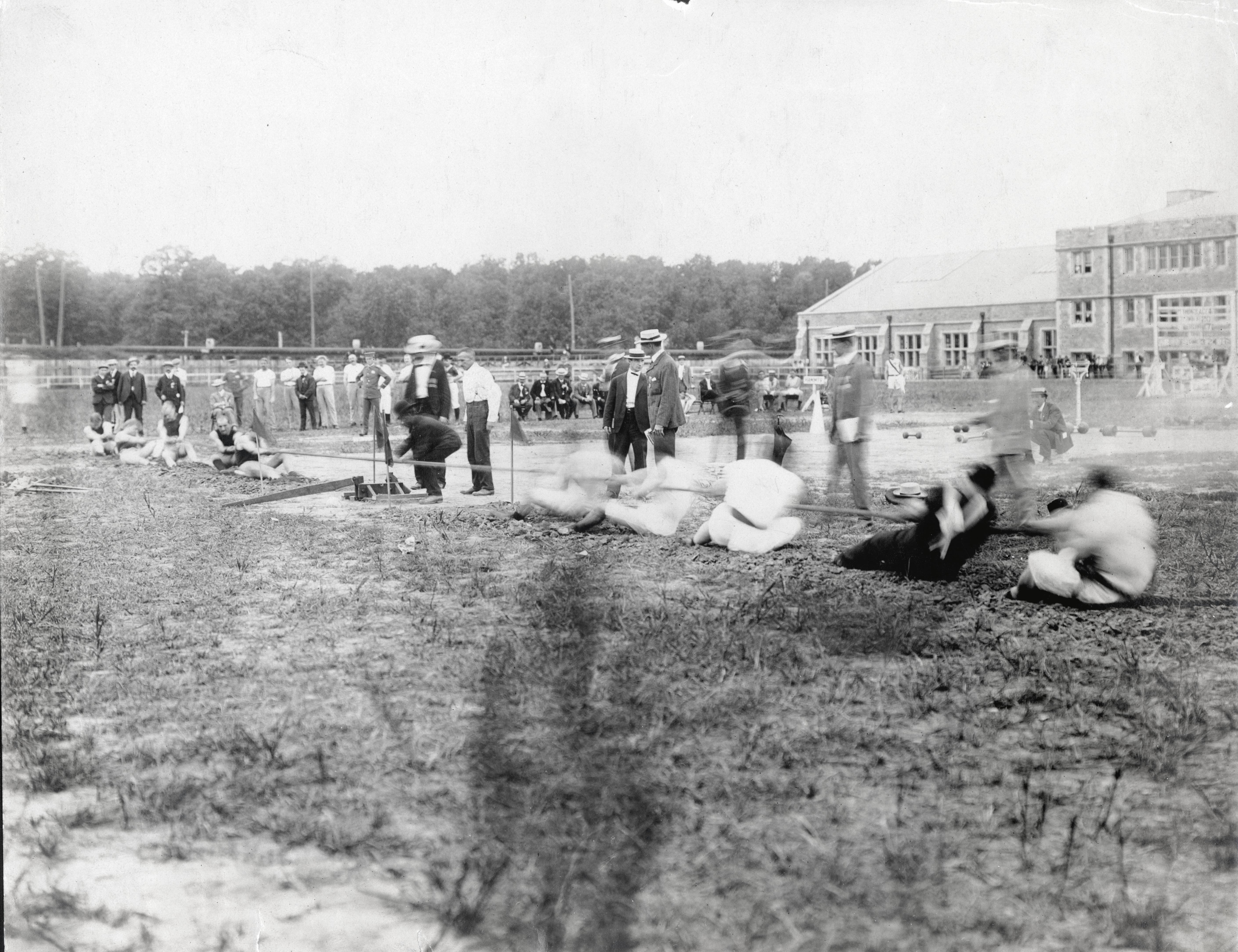
Panellinios Gymnastikos Syllogos contro St. Louis Turners-1.
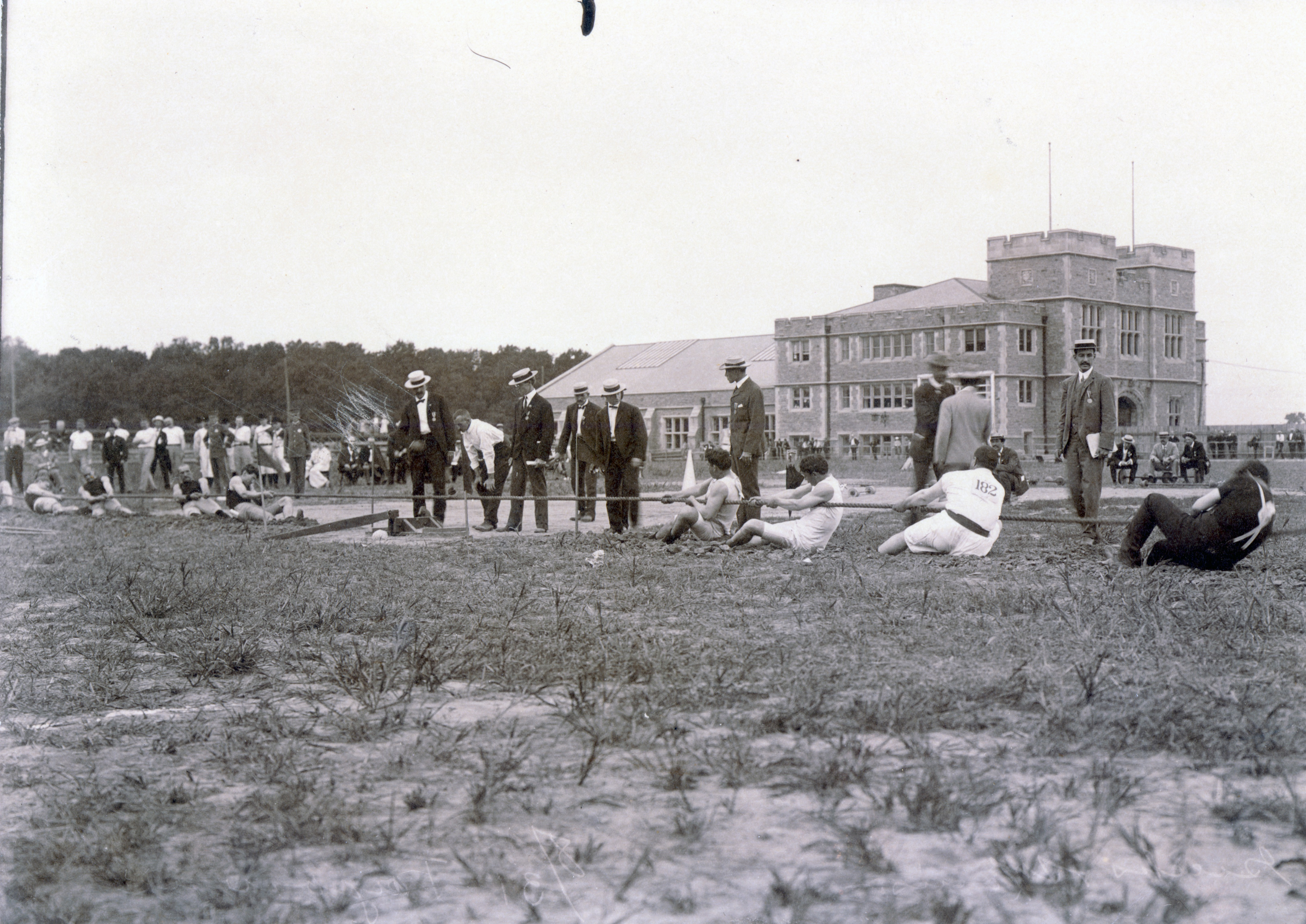
Panellinios Gymnastikos Syllogos contro St. Louis Turners-2. Vinceranno questi ultimi.
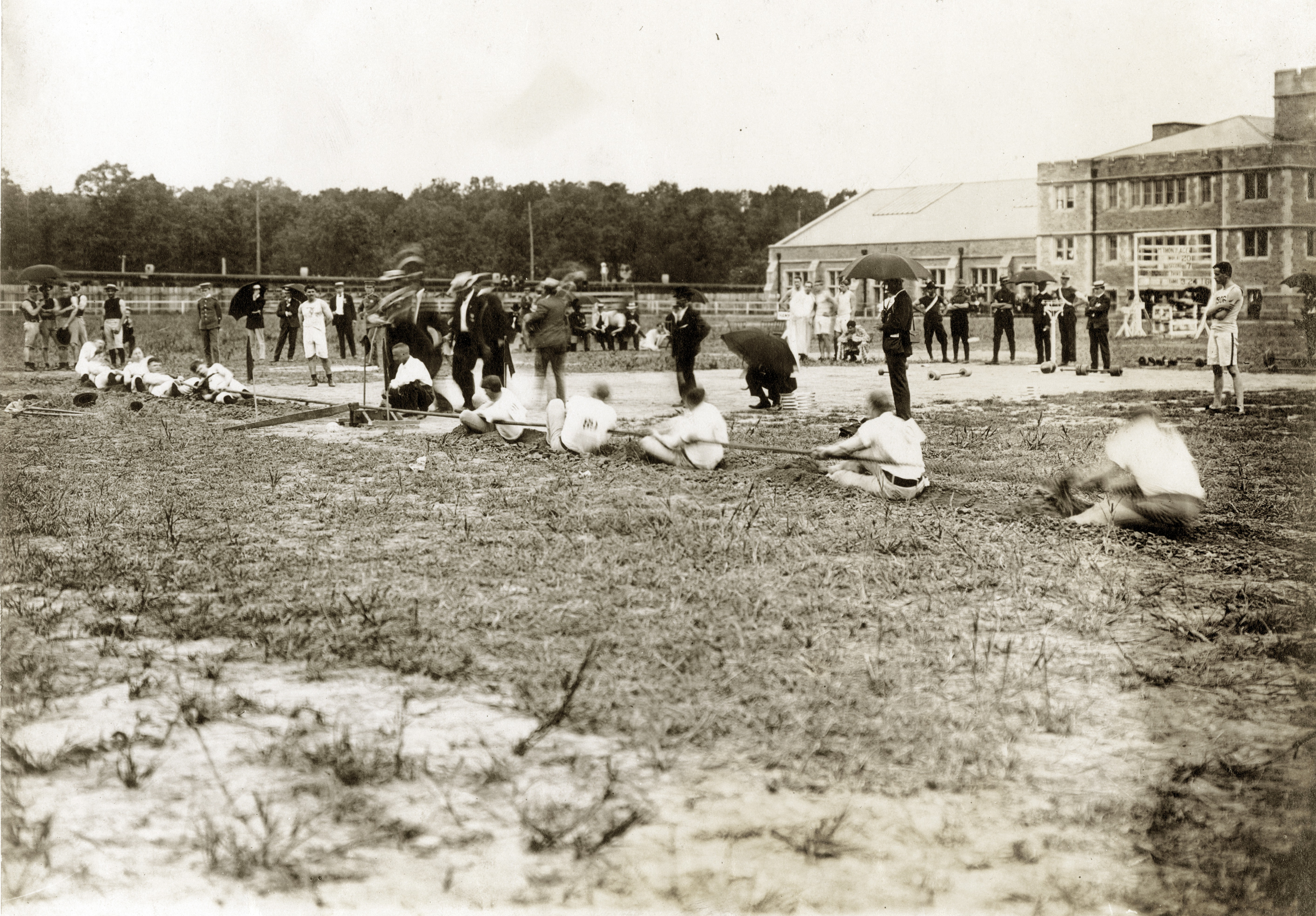
Prima semifinale: Milwaukee Athletic Club contro St. Louis Athletic Club-1.
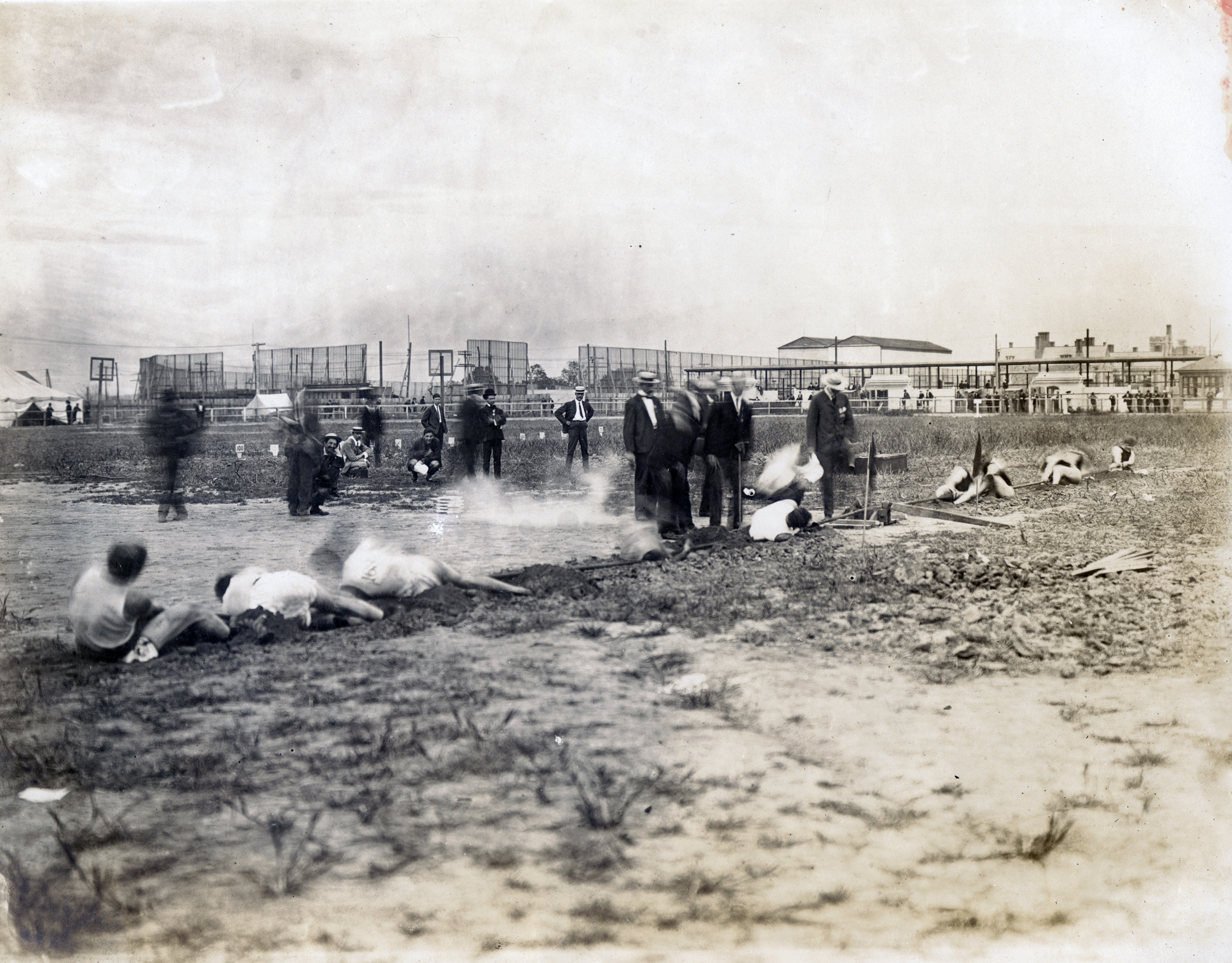
Seconda semifinale: New York Athletic Club contro St. Louis Turners-2
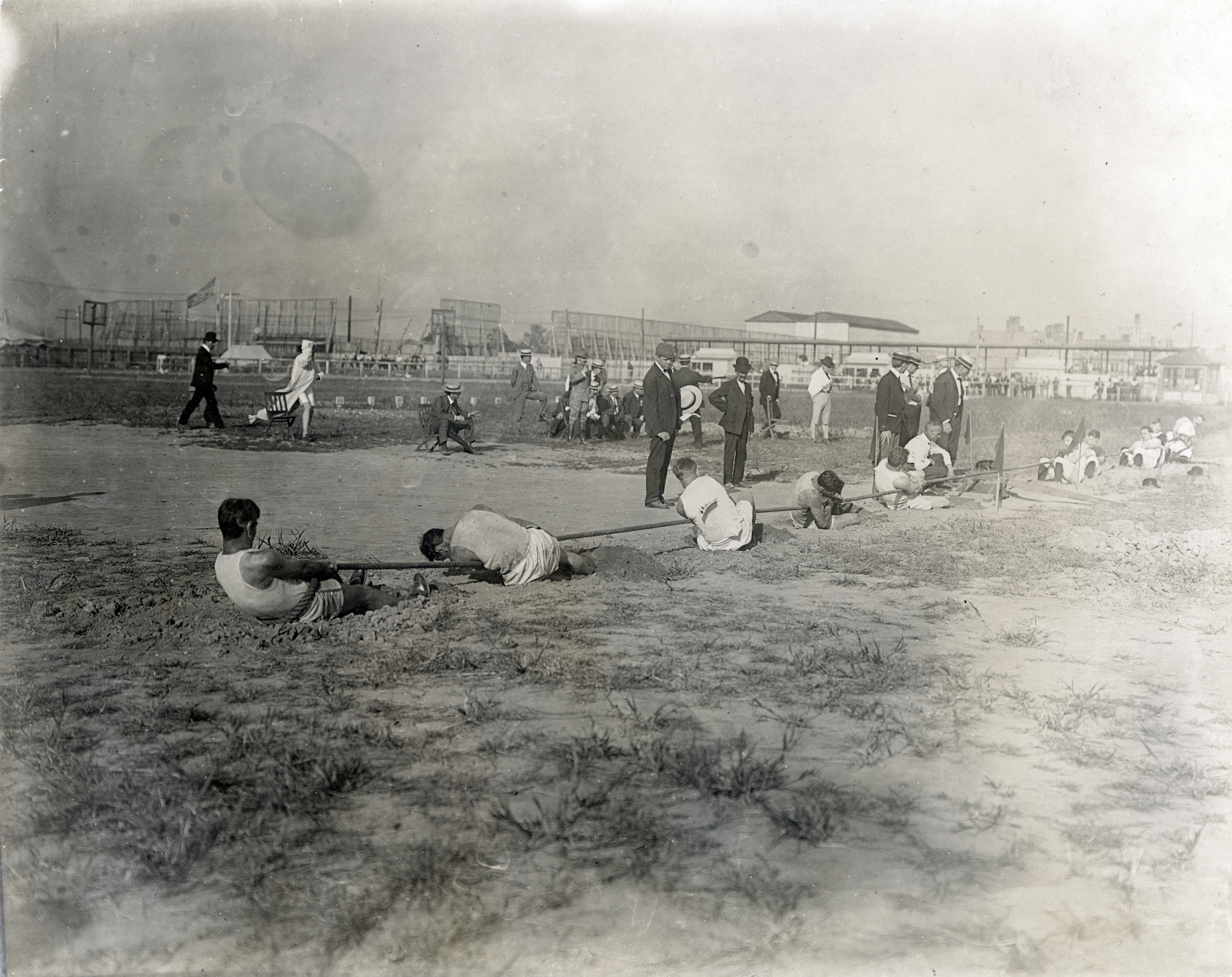
Finale: Milwaukee Athletic Club contro New York Athletic Club.
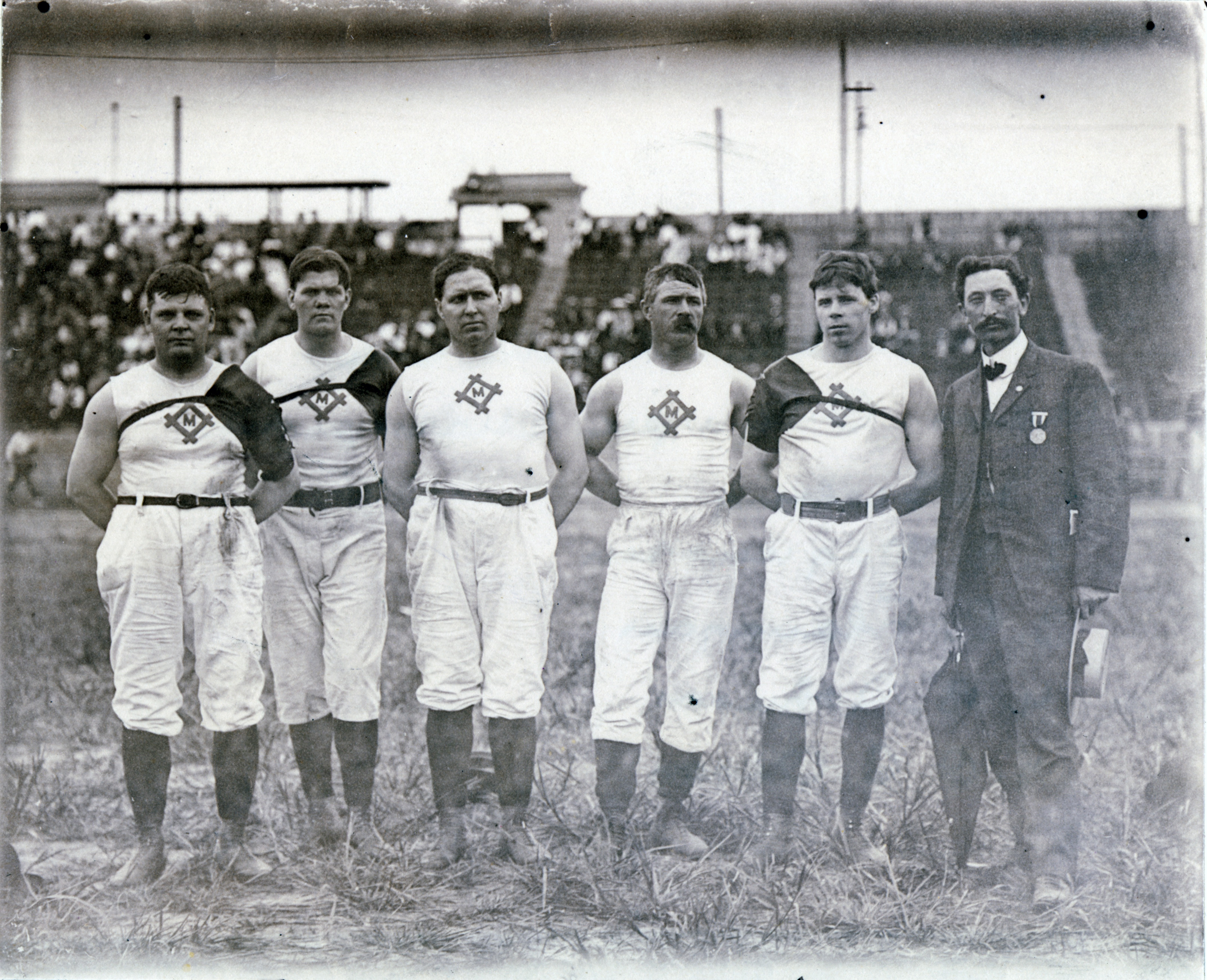
La squadra vincitrice: il Milwaukee Athletic Club.

## Classifica finale[3]
| Posizione | Squadra                              | Paese         |
| --------- | ------------------------------------ | ------------- |
| 1         | Milwaukee Athletic Club              | Stati Uniti   |
| 2         | St. Louis Southwest Turnverein No. 1 | Stati Uniti   |
| 3         | St. Louis Southwest Turnverein No. 2 | Squadra mista |
| 4         | New York Athletic Club               | Stati Uniti   |
| 5         | Panellinios Gymnastikos Syllogos     | Grecia        |
| 5         | Squadra Boera                        | Sudafrica     |